# Refugee Food Festival
Le Refugee Food Festival est un festival culinaire né d'une initiative populaire, à Paris en 2016, de même qu'à Strasbourg. Il est porté par l'association Food Sweet Food, en lien avec le Haut Commissariat des Nations Unies pour les Réfugiés,. L'association gère un restaurant d'insertion et participe à des actions de solidarité.

## Présentation du festival
Le festival se compose d'une résidence permanente ainsi que d'une édition annuelle qui se déroule autour du 20 juin, journée mondiale des réfugiés. Au fil des éditions, le nombre de villes qui participe au festival en France, en Europe et dans le monde, s'élargit,,. Ce sont des collectifs locaux qui organisent le festival dans chaque ville. L'association propose un kit méthodologique pour l'organisation du festival dans d'autres villes.
Le principe est d'inviter un chef-cuisinier réfugié à cuisiner dans un restaurant, afin qu'il y prépare des recettes de son pays d'origine, ou des recettes créées en collaboration avec l'équipe du restaurant qui l'accueille.
L'objectif est de permettre l'échange et la rencontre, autour de la cuisine, élément universel, de permettre au public de changer de regard face aux réfugiés, mais également d'aider les chefs réfugiés dans leur insertion professionnelle et leur recherche d'emploi,.
En 2019, le Refugee Food Festival reçoit le prix de « l'évènement de l'année » au World Restaurant Awards,.
Il se tient en 2020 dans 9 villes différentes.

## Autres actions

### Dans les cantines scolaires
Le Refugee Food Festival s'associe depuis 2017 avec le Prix Bayeux-Calvados-Normandie des correspondants de guerre. Des menus syrien, yéménite et iranien ont été proposés aux élèves de cinq collèges du Calvados lors de la première édition, dans le cadre des missions pédagogiques d'ouverture culturelle,. Cet évènement est également l'occasion pour les élèves et de rencontres avec les équipes du Haut Commissariat des Nations Unies pour les Réfugiés et de personnes réfugiées venues témoigner de leur parcours à travers différents ateliers de sensibilisation à la question migratoire, au statut des réfugiés, mais aussi à travers des expositions et activités telles que des ateliers de préparation culinaire.

### Restaurant permanent
En 2018, l'association ouvre un restaurant permanent à Paris, La Résidence, hébergé pour 2 ans au Ground Control, gare de Lyon. La cuisine du restaurant est confiée à des chefs cuisiniers réfugiés en France, qui reçoivent une formation et un contrat de travail. Le premier chef invité est un réfugié syrien et ancien ingénieur bancaire, dont le projet est d'ouvrir son propre restaurant, la seconde, une jeune cheffe nigériane,,,. 
Pendant la crise sanitaire de 2020, le restaurant d'insertion est fermé à la clientèle mais continue de tourner afin de préparer des repas dans le cadre d'aide alimentaire, en lien avec des associations dont Le droit à l'école et Les Restos du cœur. 

### Actions ponctuelles
Avec d'autres associations et collectifs, l'association participe à des actions ponctuelles de solidarité, en distribuant des repas, préparés par des chefs réfugiés et des bénévoles, aux personnes démunies lors de situations de crise, dont des personnes sans-abris et personnels hospitaliers pendant l'épidémie de coronavirus,. À l'hiver 2020, le restaurant prépare ainsi 315 sandwichs chaque pour les sans-abris à partir de denrées récupérées par la grande distribution.